# هونشتن
هونشتن (به آلمانی: Hünstetten) یک شهر  در آلمان است که در راینگاو-تاونوس واقع شده‌است.